# (21402) Shanhuang
(21402) Shanhuang (1998 FE58) – planetoida z pasa głównego asteroid okrążająca Słońce w ciągu 3,48 lat w średniej odległości 2,29 j.a. Odkryta 20 marca 1998 roku.